# Сініті Фудзімура
Сініті Фудзімура (нар. 4 травня 1950, Міяґі, Японія) — японський археолог. Став відомий завдяки фальсифікації артефактів історії Японії періоду раннього та середнього палеоліту.

## Життєпис
Фудзімура зацікавився археологією ще дитиною, коли виявив на задньому дворі свого будинку черепицю кераміки періоду Дзьомон.

## Фальсифікації і викриття
23 жовтня 2000 року Фудзімура і його команда оголосили про нову знахідку в місці відомому як Камітакаморі біля міста Цукідате (нині Куріхара). Артефакти були датовані час їх створення оцінили 570 000 років тому.
5 листопада 2000 газета Mainichi Shimbun опублікувала фотографії Фудзімури де він копає ями і знаходить артефакти. Знімки були зроблені за день до оголошення про знахідки. В інтерв'ю газеті вчений зізнався в підробці.
У той же день на прес-конференції Фудзімура зізнався в скоєному і приніс свої вибачення. Він стверджував, що «перебував під впливом неконтрольованих думок». Він поміщав предмети із власної колекції в пласти землі, які повинні були «свідчити» про їх більшу давність ніж в реальності. Він закопав так 61 з 65 артефактів.
Раніше він тим же способом зімітував виявлення стародавніх кам'яних виробів на острові Хоккайдо. Він заявив, що допустив фальсифікацію тільки в цих двох випадках.
Японська археологічна асоціація виключила Фудзімуру з числа своїх членів. Спеціальне розслідування Асоціації прийшло до висновку, що майже всі його знахідки були сфальсифіковані.

### Наслідки для інших
У серії статей, опублікованих в японському журналі Shūkan Bunshun 25 січня, 1 лютого і 15 березня 2001 висловлювалася думка, що кам'яні інструменти, виявлені в печері Хідзірідакі (聖 嶽 洞窟 遺跡) в префектурі Оіта також є підробленими, а Міцуо Кагава, професор Університету Беппу, як член групи підробляв відкриття поряд з Фудзімурою. Кагава наклав на себе руки, залишивши передсмертну записку, в якій стверджував, що невинний.
Його сім'я подала позов про дифамацію проти Shūkan Bunshun. Суди в двох інстанціях вирішили, що журнал повинен виплатити компенсацію і опублікувати вибачення. Журнал подав апеляцію до Верховного суду Японії, але у вересні 2004 і вона була відхилена. Вибачення були опубліковані у випуску від 2 вересня.